# 大田ハンバッ運動場野球場

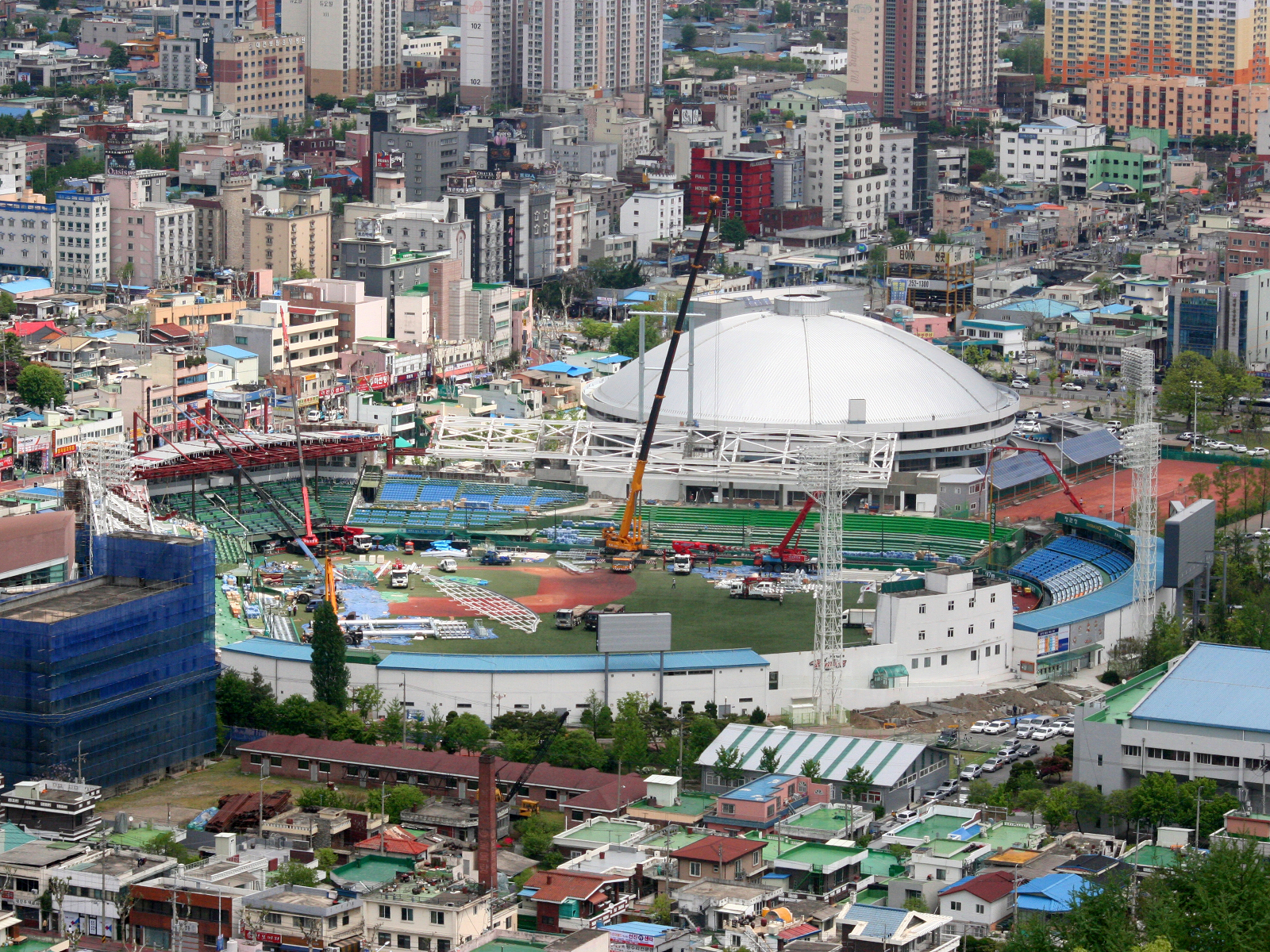
2011年冬から2012年春にかけて行われた大規模な改修工事の様子

大田ハンバッ運動場野球場（テジョンハンバッうんどうじょうやきゅうじょう、대전한밭운동장야구장、Daejeon Hanbat Baseball Stadium）は、韓国の大田広域市にある野球場。1986年から2024年まで韓国プロ野球のハンファ・イーグルスが本拠地としていた。2015年より、ハンファの主催試合ではハンファ生命が命名権が取得し、呼称をハンファ生命イーグルスパーク（ハンファせいめいイーグルスパーク、한화생명이글스파크、Hanhwa Life Eagles Park）としている。
1965年に完成し、韓国プロ野球初年度の1982年から3年間はOBベアーズ（現：斗山ベアーズ）の本拠地として使用された。1985年にOBはソウルへ移転したが、1986年から1軍リーグに新規参入したビングレ・イーグルス（現：ハンファ・イーグルス）の本拠地となった。
何度も小規模な改修を繰り返してきたが、老朽化が隠せなくなったうえに2008年ごろからのプロ野球人気の向上により、2011年12月から大規模な改修工事を開始した。2012年5月、工事が終了しないままハンファの主催試合を行うようになったが、翌6月には完成し、内野2階席などの設置で観客席が3500席ほど増設された。
なお、2012年末から2013年初にかけて、両翼を97メートルから99メートル、センターを114メートルから121メートルへと拡張した上で人工芝を天然芝に張り替え、さらに外野の観客席を増設する大規模な改修工事を実施した。また、2012年の公式戦開幕に備え、スコアボードに表示されるボールカウントは従来の『SBO』から『BSO』に改修された。2014年にはバックネット裏に座席を新設した。2015年3月よりハンファの主催試合では施設命名権をハンファ生命が取得しており、「ハンファ生命イーグルスパーク」の愛称で呼ばれることになった。
2024年9月29日のKBOリーグ・ハンファ対NCダイノス戦が同球場最後のレギュラーシーズン開催となった。隣に建設された新球場の正式名称は2025年1月21日、大田ハンファ生命ボールパークと発表され、同年3月に完成した。

## 交通機関
- KORAIL・大田都市鉄道1号線 大田駅下車、駅からバスで約10分